# Sonchus pinnatifidus
Espèce
Sonchus pinnatifidus est une espèce de plantes à fleurs de la famille des Asteraceae. C'est un arbuste trouvé aux îles Canaries et au Maroc.

## Synonymes
- Sonchus acidus Schousb. ex Willd. (1803)

## Description
C'est un arbuste pouvant atteindre 2 m de haut, avec des branches ligneuses et des feuilles caduques en été.

## Répartition
Maroc et Îles Canaries (Lanzarote et Fuerteventura).

## Vues de la plante

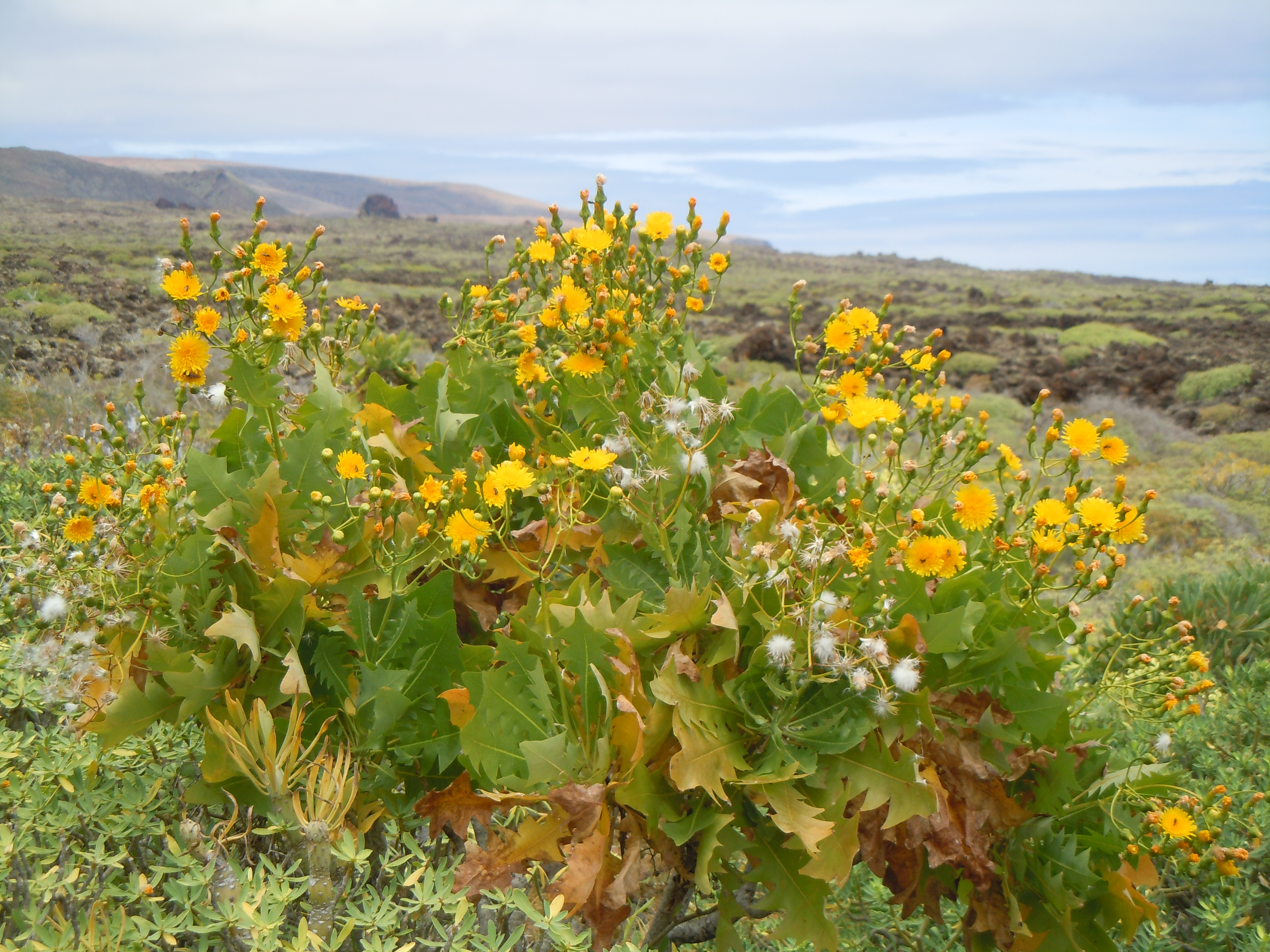
Sonchus pinnatifidus dans son habitat à Lanzarote.
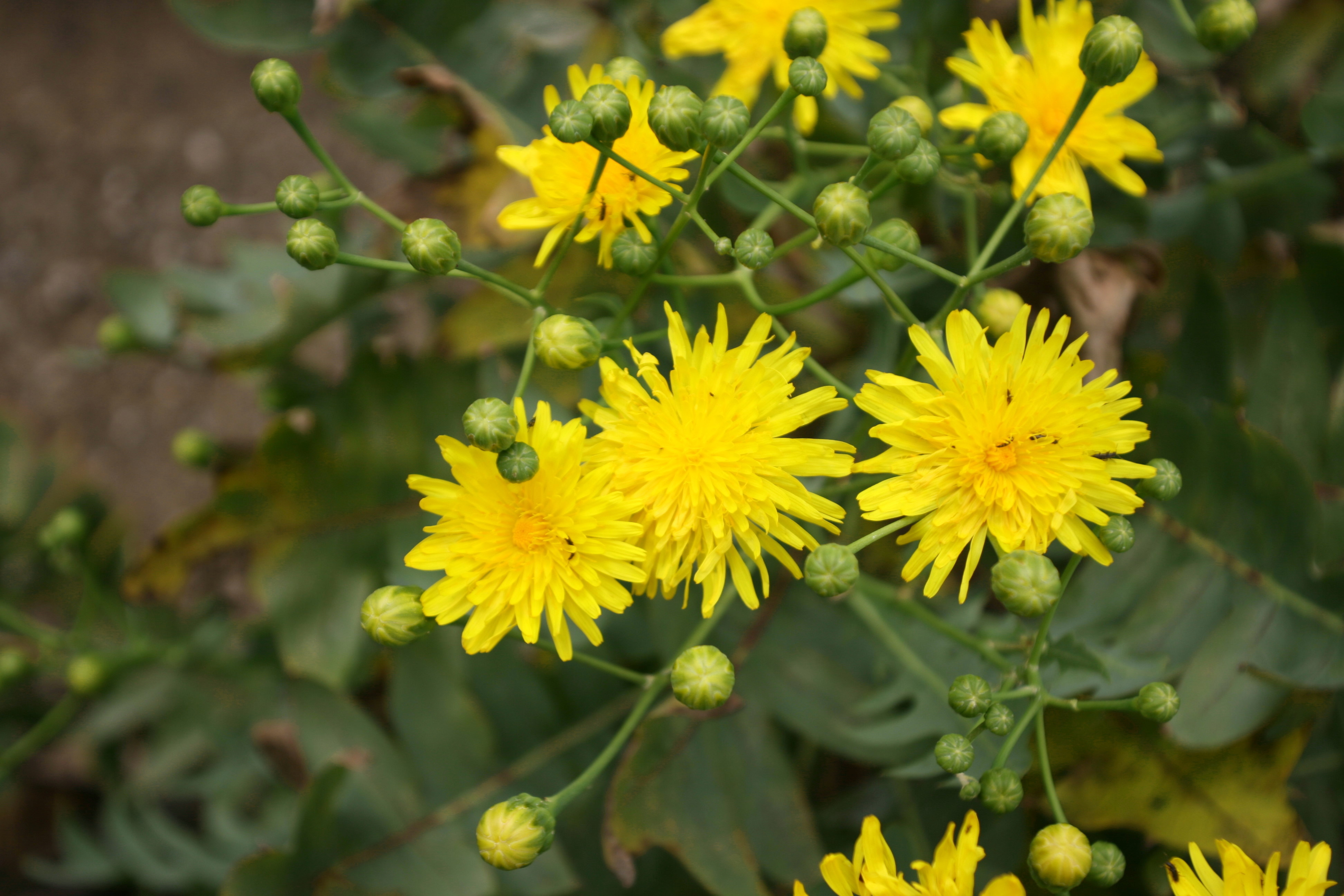
Inflorescence.
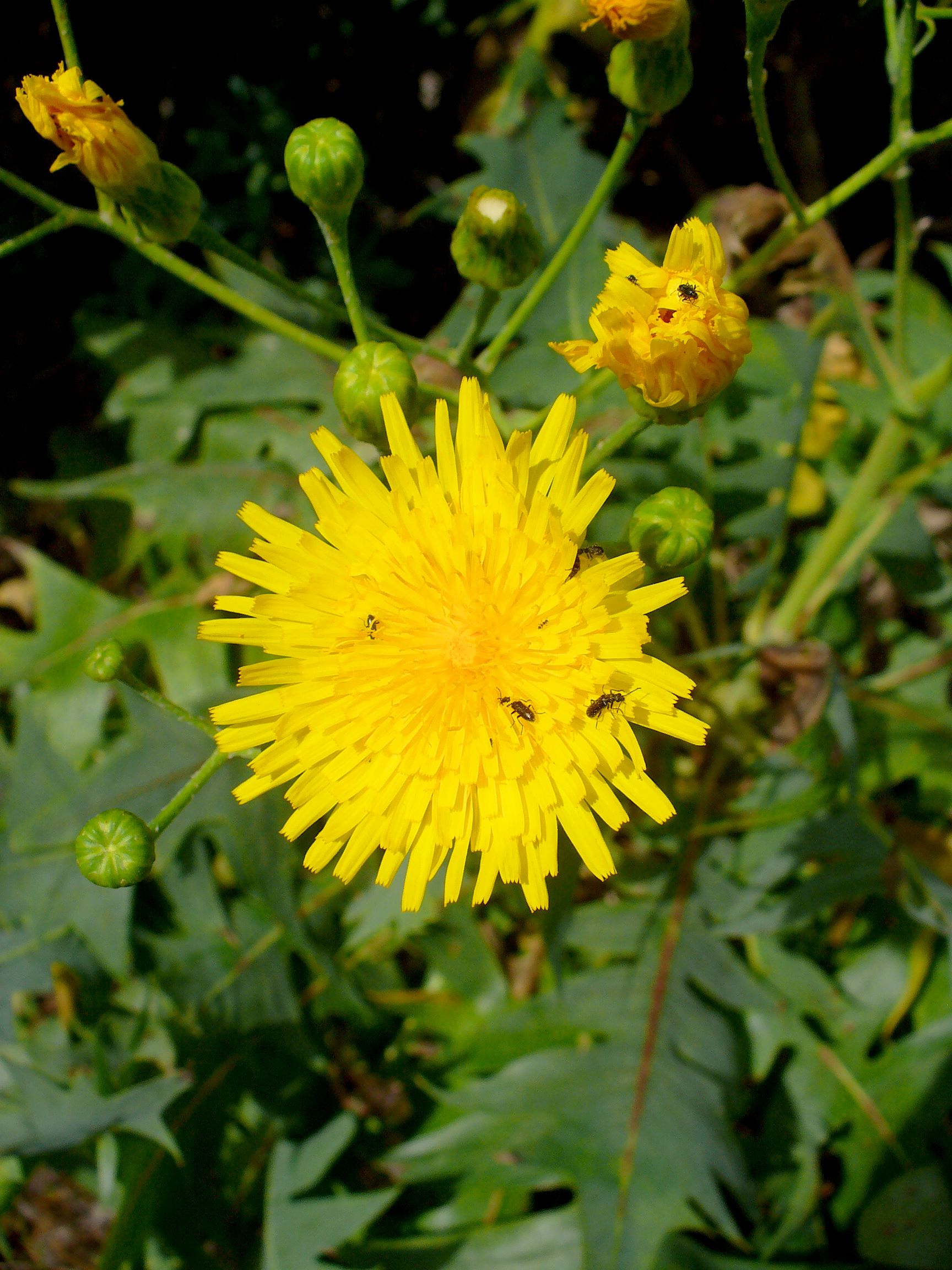
Détail d'un capitule.